# ジョシュ・スティンソン
ジョシュア・ランドール・スティンソン（Joshua Randall Stinson, 1988年3月14日 - ）は、アメリカ合衆国ルイジアナ州シュリーブポート出身の元プロ野球選手（投手）。右投右打。

## 経歴

### メッツ時代
2006年、MLBドラフト37巡目（全体1114位）でニューヨーク・メッツから指名され、6月19日に契約した。
同年は、ルーキー級ガルフ・コーストリーグ・メッツで9試合に登板し、1勝2敗、防御率2.00だった。8月にA級ヘイガーズタウン・サンズへ昇格。3試合に登板した。
2007年はA級サバンナ・サンドナッツで26試合に登板し、3勝11敗、防御率4.86だった。
2008年はA級サバンナで21試合に登板し、3勝6敗3セーブ、防御率3.52だった。8月にA+級セントルイス・メッツへ昇格。7試合に登板した。
2009年はA級サバンナで25試合に登板し、2勝2敗2セーブ、防御率3.61だった。7月にA+級セントルイスへ昇格。25試合に登板し、3勝1敗6セーブ、防御率1.98だった。
2010年はAA級ビンガムトン・メッツで32試合に登板し、9勝3敗1セーブ、防御率4.24だった。8月にAAA級バッファロー・バイソンズへ昇格し、4試合に登板した。オフの11月19日に40人枠入りを果たした。
2011年3月3日にメッツと1年契約に合意。AA級ビンガムトン、AAA級バッファローでプレーし、9月1日にメジャー初昇格を果たした。9月2日のワシントン・ナショナルズ戦でメジャーデビュー。4点リードの8回裏から登板し、1.2回を投げ2安打無失点2奪三振だった。9月6日のフロリダ・マーリンズ戦では3点リードの延長12回裏から登板し、1回を投げ無安打無失点に抑え、初セーブを挙げた。この年は14試合に登板し、0勝2敗1セーブ、防御率6.92だった。

### ブルワーズ時代
2012年4月4日にウェーバーでミルウォーキー・ブルワーズへ移籍した。
同年は、AA級ハンツビル・スターズで29試合に登板し、11勝9敗1セーブ、防御率3.16だった。9月4日にメジャー昇格。6試合に登板し、防御率0.96だった。

### オリオールズ時代
2013年3月29日にウェーバーでオークランド・アスレチックスへ移籍した が、4月3日にDFAとなり、4月4日にウェーバーでボルチモア・オリオールズへ移籍した。
4月24日にメジャー昇格。同日のトロント・ブルージェイズ戦で5.2回を投げ、4本塁打を含む5安打5失点1四球と結果を残せず、その日のうちにAAA級ノーフォーク・タイズへ降格。7月10日に再昇格した が、登板のないまま7月11日に降格した。8月17日に再昇格。2試合登板し、8月18日に再び降格。セプテンバー・コールアップで登録枠が拡張された9月3日に再昇格した。この年は11試合に登板し、防御率3.18だった。
2014年3月11日にオリオールズと1年契約に合意し、開幕ロースター入りした。開幕後は7試合に登板し、防御率7.15と結果を残せず、5月1日に40人枠を外れ、AAA級ノーフォークへ降格した。

### 起亜タイガース時代
2014年12月30日に、韓国プロ野球の起亜タイガースと契約を結んだ。2015年11勝を記録するも同年限りで起亜を退団。

## 詳細情報

### 年度別投手成績
| 年 度    | 球 団    | 登 板 | 先 発 | 完 投 | 完 封 | 無 四 球 | 勝 利 | 敗 戦 | セ 丨 ブ | ホ 丨 ル ド | 勝 率 | 打 者 | 投 球 回 | 被 安 打 | 被 本 塁 打 | 与 四 球 | 敬 遠 | 与 死 球 | 奪 三 振 | 暴 投 | ボ 丨 ク | 失 点 | 自 責 点 | 防 御 率 | W H I P |
| -------- | -------- | ----- | ----- | ----- | ----- | -------- | ----- | ----- | -------- | ----------- | ----- | ----- | -------- | -------- | ----------- | -------- | ----- | -------- | -------- | ----- | -------- | ----- | -------- | -------- | ------- |
| 2011     | NYM      | 14    | 0     | 0     | 0     | 0        | 0     | 2     | 1        | 4           | .000  | 57    | 13.0     | 14       | 1           | 7        | 0     | 0        | 8        | 0     | 0        | 10    | 10       | 6.92     | 1.62    |
| 2012     | MIL      | 6     | 1     | 0     | 0     | 0        | 0     | 0     | 0        | 0           | ----  | 38    | 9.1      | 7        | 1           | 5        | 0     | 0        | 3        | 0     | 0        | 1     | 1        | 0.96     | 1.29    |
| 2013     | BAL      | 11    | 1     | 0     | 0     | 0        | 0     | 0     | 0        | 2           | ----  | 63    | 17.0     | 10       | 4           | 3        | 0     | 1        | 12       | 0     | 0        | 7     | 6        | 3.18     | 0.76    |
| 2014     | BAL      | 8     | 0     | 0     | 0     | 0        | 0     | 0     | 0        | 0           | ----  | 61    | 13.0     | 16       | 2           | 6        | 0     | 2        | 6        | 1     | 0        | 9     | 9        | 6.23     | 1.69    |
| 2015     | 起亜     | 32    | 30    | 0     | 0     | 0        | 11    | 10    | 0        | 0           | .524  | 756   | 167.0    | 190      | 15          | 64       | 0     | 14       | 93       | 4     | 0        | 100   | 92       | 4.96     | 1.52    |
| MLB：4年 | MLB：4年 | 39    | 2     | 0     | 0     | 0        | 0     | 2     | 1        | 6           | .000  | 219   | 52.1     | 47       | 8           | 21       | 0     | 3        | 29       | 1     | 0        | 27    | 26       | 4.47     | 1.30    |
| KBO：1年 | KBO：1年 | 32    | 30    | 0     | 0     | 0        | 11    | 10    | 0        | 0           | .524  | 756   | 167.0    | 190      | 15          | 64       | 0     | 14       | 93       | 4     | 0        | 100   | 92       | 4.96     | 1.52    |

- 「-」は記録なし

### 背番号
- 64 (2011年 - 同年終了)
- 54 (2012年 - 同年終了)
- 60 (2013年 - 2014年)
- 58 (2015年)